# فرد اسپنسر
فرد اسپنسر  (به انگلیسی: Fred Spencer) انیماتور آمریکایی در یکم ماه می۱۹۰۴ در میسوری به دنیا آمد و در ۱۱ نوامبر ۱۹۳۸ و در سن ۳۴ سالگی در یک تصادف رانندگی در کالیفرنیای آمریکا درگذشت   .

فرد اسپنسر در سال ۱۹۳۱ در استودیوی شرکت والت دیزنی آغاز بکار کرد. او یکی از ۴ نفری بود که در سال ۱۹۳۴ در خلق شخصیت دانلد داک به همراه دیک لاندی (به انگلیسی: Dick Lundy)، کارل بارکز (به انگلیسی: Carl Barks) و جک هانا (به انگلیسی: Jack Hannah) نقش مهمی داشت و او را یکی از کسانی میدانند که آنالیزهای مؤثری برای شخصیت‌های خلق شده در والت دیزنی می‌نوشت بطوری که دیو اسمیت  در کتاب معروف خود دیزنی ای تو زد (به انگلیسی: Disney A  to Z) او را به عنوان یکی از بهترین انیماتورهای والت دیزنی می‌شناسد. 

## زندگی‌نامه حرفه ای
فرد اسپنسر در سال ۱۹۳۱ به استخدام شرکت والت دیزنی درآمد. و نخستین کسی بود که بر روی چندین انیمیشن میکی موس آغاز بکار کرد. او در سال ۱۹۳۲ فعالیت مستقل خود را آغاز کرد و سری‌هایی از کمیک استریپ میکی ماوس را در حالی تهیه کرد که حتی با دپارتمان کمیک شرکت والت دیزنی هم ارتباط نداشت. .

در سال ۱۹۳۴ پروژه دانلد داک در والت دیزنی مطرح شد و اسپنسر بیشتر تمرکز خود را بجای میکی ماوس بر دانلد داک معطوف کرد . از آنالیزها و نوشته‌های اسپنسر برای خلق دانلد داک بسیار استفاده شد.

اسپنسر عضو دی مولی اینترنشنال (به انگلیسی: DeMolay International) بود و جایزه لژیون آو هانر (به انگلیسی: Legion of Honor award) را دریافت کرد.

## فیلم ها
- خرس‌ها و زنبورها (به انگلیسی: The Bears and the Bees) ‏ ۱۹۳۲
- بچه‌های جنگل (به فرانسوی: Les Enfants des bois) ‏ ۱۹۳۲
- کارناوال شیرینی‌ها (به فرانسوی: Carnaval des gâteaux) ‏ ۱۹۳۵
- میکی آتش نشان (به فرانسوی: Mickey pompier) ‏ ۱۹۳۵
- اسباب کشی میکی (به فرانسوی: Le Déménagement de Mickey) ‏ ۱۹۳۶
- دان دنالد (به فرانسوی: Don Donald) ‏ ۱۹۳۷
- سفیدبرفی و هفت کوتوله (به فرانسوی: Blanche-Neige et les Sept Nains) ‏ ۱۹۳۷
- دانلد گلف بازی می‌کند (به فرانسوی: Donald joue au golf) ‏ ۱۹۳۸